# 18631 Maurogherardini
18631 Maurogherardini è un asteroide della fascia principale. Scoperto nel 1998, presenta un'orbita caratterizzata da un semiasse maggiore pari a 2,6681604 UA e da un'eccentricità di 0,1404485, inclinata di 11,69700° rispetto all'eclittica.